# Football Club de Melun
 (avril 2022).
Si vous disposez d'ouvrages ou d'articles de référence ou si vous connaissez des sites web de qualité traitant du thème abordé ici, merci de compléter l'article en donnant les références utiles à sa vérifiabilité et en les liant à la section « Notes et références ».
Maillots
Le Football Club de Melun est un club de football français situé à Melun en Seine-et-Marne. Le club évolue actuellement en Régional 2 (D7).

## Histoire du club
Après différentes dénominations, fusion, le football a pris son envol dans les années 1970. Pendant quinze ans il fut un pensionnaire assidu et en Division 3, et a obtenu deux accessions en Division 2 (aujourd’hui Ligue 2), de 1977 à 1979 et lors de la saison 1987-1988. Au début des années 1980, i} fut également élu meilleur club de jeunes du football amateur français.
Mais à l’issue de la saison 1991-1992, le club est rétrogradé en Division d’Honneur Régionale pour des raisons financières, alors qu’il avait gagné sur le terrain le droit de retrouver la Division 2.
Renommé FC Melun en 1992, le club subit une cascade de descentes pendant 10 ans, l’amenant jusqu'en Excellence Départementale. Depuis 2019, le club évolue en Régional 2 (7e division).

## Bilan saison par saison
| Saison    | Div.                   | Niv. | clas. | Pts. | M.J. | Vic. | Nuls | Déf. | B.P. | B.C. | D.B. | Coupe de France |
| 1974-1975 | D3-Centre              | 3    | 3e    | 37   | 30   | 15   | 7    | 8    | 39   | 31   | +8   | n.c.            |
| 1975-1976 | D3-Centre              | 3    | 6e    | 35   | 30   | 14   | 7    | 9    | 49   | 38   | +11  | n.c.            |
| 1976-1977 | D3-Centre              | 3    | 2e    | 43   | 30   | 16   | 11   | 3    | 54   | 25   | +29  | n.c.            |
| 1977-1978 | D2-A                   | 2    | 13e   | 30   | 34   | 10   | 10   | 14   | 33   | 39   | -6   | n.c.            |
| 1978-1979 | D2-B                   | 2    | 17e   | 18   | 34   | 6    | 6    | 22   | 28   | 64   | -36  | n.c.            |
| 1979-1980 | D3-Centre              | 3    | 6e    | 32   | 30   | 12   | 8    | 10   | 41   | 35   | +6   | n.c.            |
| 1980-1981 | D3-Centre-Ouest        | 3    | 5e    | 35   | 30   | 12   | 11   | 7    | 26   | 23   | +3   | n.c.            |
| 1981-1982 | D3-Nord                | 3    | 2e    | 40   | 30   | 15   | 10   | 5    | 41   | 19   | -22  | n.c.            |
| 1982-1983 | D3-Centre              | 3    | 7e    | 34   | 30   | 14   | 6    | 10   | 34   | 25   | +8   | n.c.            |
| 1983-1984 | D3-Centre              | 3    | 7e    | 31   | 30   | 8    | 15   | 7    | 27   | 25   | +2   | n.c.            |
| 1984-1985 | D3-Centre              | 3    | 3e    | 34   | 30   | 12   | 10   | 8    | 35   | 25   | +10  | n.c.            |
| 1985-1986 | D3-Est                 | 3    | 7e    | 31   | 30   | 10   | 11   | 9    | 38   | 29   | +9   | n.c.            |
| 1986-1987 | D3-Est                 | 3    | 2e    | 37   | 30   | 13   | 11   | 6    | 38   | 20   | +18  | n.c.            |
| 1987-1988 | D2-B                   | 3    | 17e   | 23   | 34   | 7    | 9    | 18   | 23   | 46   | -23  | n.c.            |
| 1988-1989 | D3-Nord                | 3    | 8e    | 28   | 30   | 10   | 8    | 12   | 25   | 38   | -13  | n.c.            |
| 1989-1990 | D3-Centre              | 3    | 10e   | 28   | 30   | 8    | 12   | 10   | 26   | 35   | -9   | n.c.            |
| 1990-1991 | D3-Centre              | 3    | 11e   | 27   | 30   | 9    | 9    | 12   | 33   | 47   | -14  | 1/32 de finale  |
| 1991-1992 | D3-Centre              | 3    | 2e    | 41   | 30   | 16   | 9    | 5    | 31   | 22   | +9   | n.c.            |
| 1992-1993 | DHR-B - Paris          | 7    | --    | --   | --   | --   | --   | --   | --   | --   | --   | n.c.            |
| 1993-1994 | DHR-B - Paris          | 7    | --    | --   | --   | --   | --   | --   | --   | --   | --   | n.c.            |
| 1994-1995 | DH - Paris             | 6    | 5e    | --   | --   | --   | --   | --   | --   | --   | --   | n.c.            |
| 1995-1996 | DH - Paris             | 6    | 12e   | --   | --   | --   | --   | --   | --   | --   | --   | n.c.            |
| 1996-1997 | DHR-B - Paris          |      | --    | --   | --   | --   | --   | --   | --   | --   | --   | n.c.            |
| 1997-1998 | DHR-A - Paris          |      | --    | --   | --   | --   | --   | --   | --   | --   | --   | n.c.            |
| 1998-1999 | DHR-B - Paris          |      | --    | --   | --   | --   | --   | --   | --   | --   | --   | n.c.            |
| 1999-2000 | DSR-A - Paris          | 7    | 12e   | --   | --   | --   | --   | --   | --   | --   | --   | n.c.            |
| 2000-2001 | DHR-A - Paris          | 8    | 11e   | --   | --   | --   | --   | --   | --   | --   | --   | n.c.            |
| 2001-2002 | PH-C - Paris           | 9    | 12e   | --   | --   | --   | --   | --   | --   | --   | --   | n.c.            |
| 2002-2003 | Excellence Seine&Marne | 10   | --    | --   | --   | --   | --   | --   | --   | --   | --   | n.c.            |
| 2003-2004 | PH-C - Paris           | 9    | 4e    | --   | --   | --   | --   | --   | --   | --   | --   | n.c.            |
| 2004-2005 | PH-C - Paris           | 9    | 1er   | --   | --   | --   | --   | --   | --   | --   | --   | n.c.            |
| 2005-2006 | DHR-A - Paris          | 8    | 9e    | --   | --   | --   | --   | --   | --   | --   | --   | n.c.            |
| 2006-2007 | DHR-A - Paris          | 8    | 1er   | --   | --   | --   | --   | --   | --   | --   | --   | n.c.            |
| 2007-2008 | DSR-A - Paris          | 7    | 3e    | --   | --   | --   | --   | --   | --   | --   | --   | n.c.            |
| 2008-2009 | DSR-A - Paris          | 7    | 2e    | --   | --   | --   | --   | --   | --   | --   | --   | n.c.            |
| 2009-2010 | DSR-A - Paris          | 7    | 8e    | --   | --   | --   | --   | --   | --   | --   | --   | n.c.            |
| 2010-2011 | DSR-A - Paris          | 7    | 2e    | --   | --   | --   | --   | --   | --   | --   | --   | n.c.            |
| 2011-2012 | DSR-A - Paris          | 7    | 1er   | --   | --   | --   | --   | --   | --   | --   | --   | n.c.            |
| 2012-2013 | DH - Paris             | 6    | 4e    | --   | --   | --   | --   | --   | --   | --   | --   | n.c.            |
| 2013-2014 | DH - Paris             | 6    | 11e   | --   | --   | --   | --   | --   | --   | --   | --   | n.c.            |
| 2014-2015 | DH - Paris             | 6    | 8e    | --   | --   | --   | --   | --   | --   | --   | --   | n.c.            |
| 2015-2016 | DH - Paris             | 6    | 13e   | --   | --   | --   | --   | --   | --   | --   | --   | n.c.            |
| 2016-2017 | DSR-A - Paris          | 7    | 4e    | --   | --   | --   | --   | --   | --   | --   | --   | n.c.            |
| 2017-2018 | R1 - Paris             | 6    | 12e   | --   | --   | --   | --   | --   | --   | --   | --   | n.c.            |
| 2018-2019 | R1 - Paris             | 6    | 12e   | --   | --   | --   | --   | --   | --   | --   | --   | 7e tour         |
| 2019-2020 | R2 - Paris             | 7    | 11e   | --   | --   | --   | --   | --   | --   | --   | --   | n.c.            |
| 2020-2021 | R2 - Paris             | 7    | 12e   | --   | --   | --   | --   | --   | --   | --   | --   | n.c.            |
| 2021-2022 | R2 - Paris             | 7    | --    | --   | --   | --   | --   | --   | --   | --   | --   | n.c.            |

## Entraîneurs
- 1988-1990 :  Camille Choquier
- 1991-1992 :  Patrick Parizon

## Galerie d'images

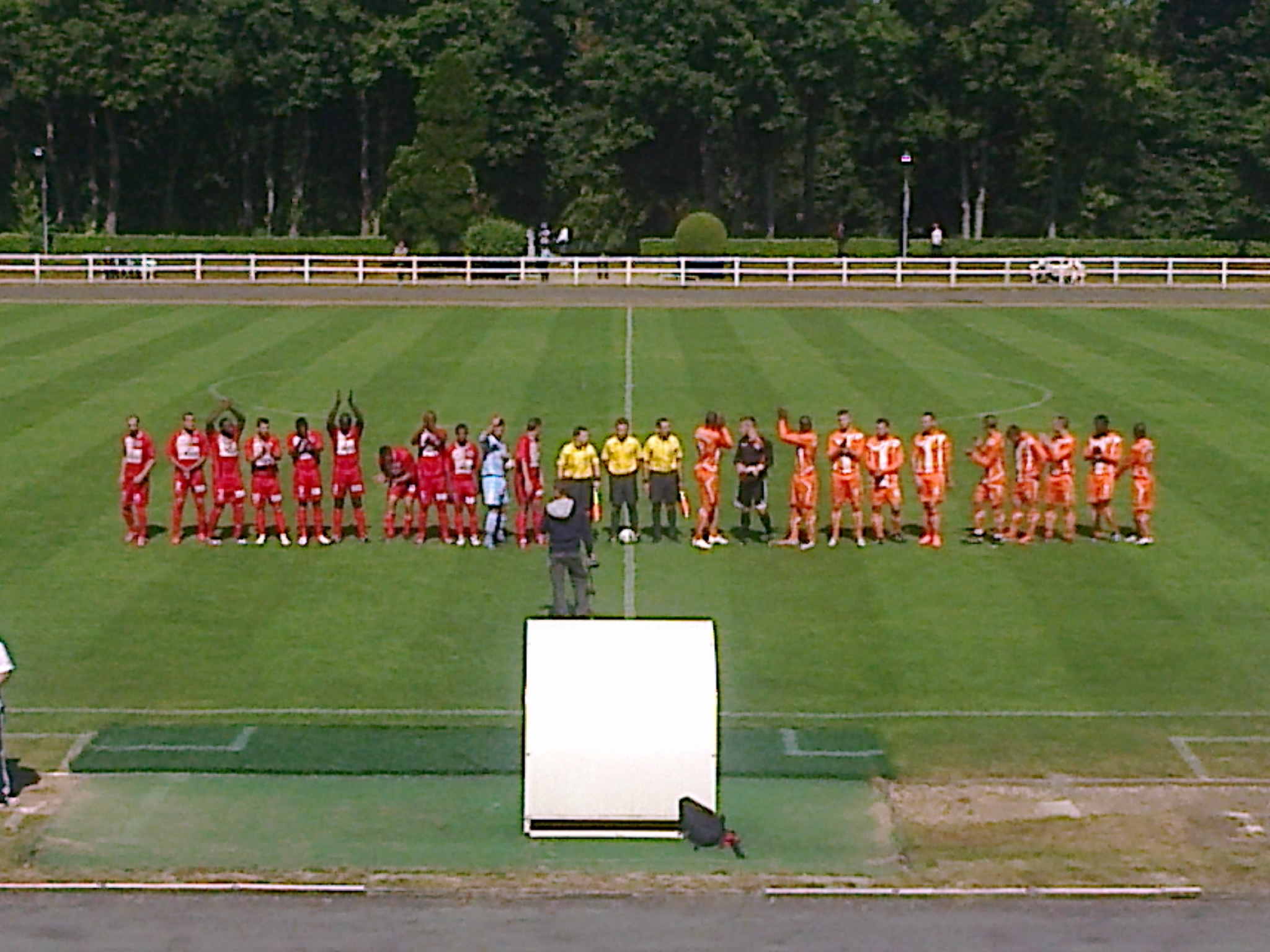
Présentation des équipes AC Boulogne-Billancourt - FC Melun (DH)
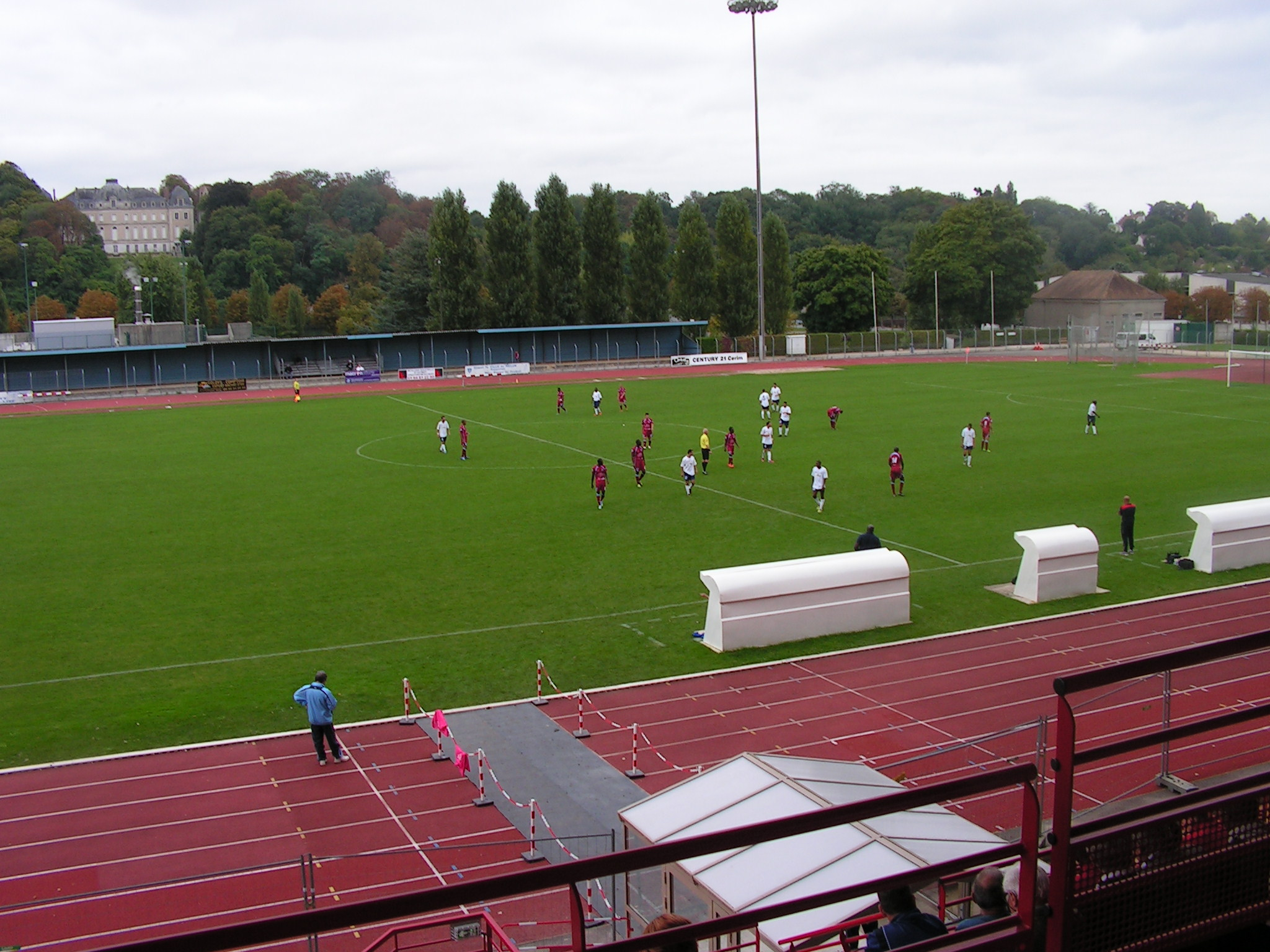
Le FC Melun à domicile face aux Mureaux
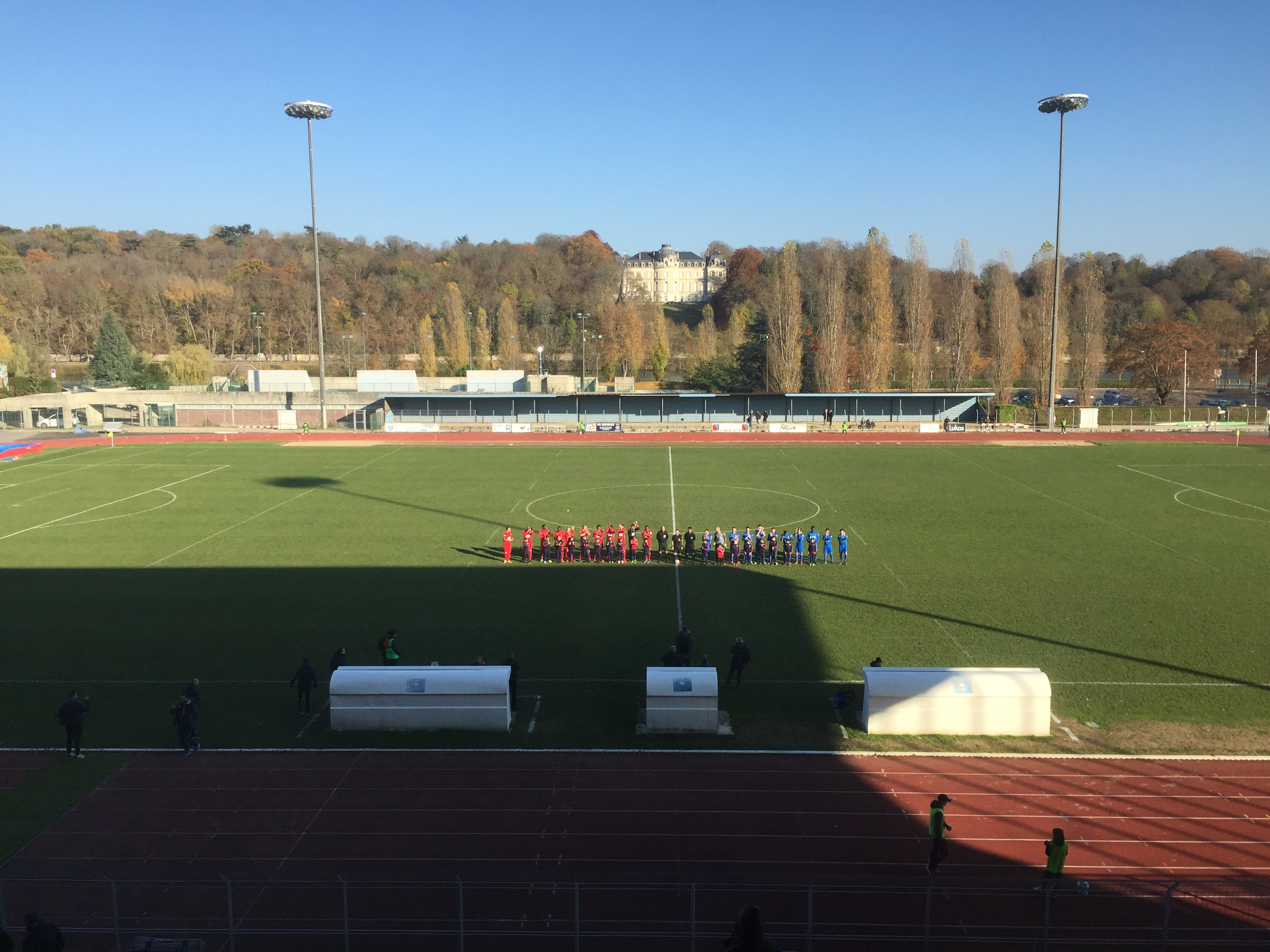
FC Melun en Coupe de France contre Chamalières au stade de Melun.